# Iván Nova
Iván Manuel Nova Guance (Palenque, 12 gennaio 1987) è un giocatore di baseball dominicano.

## Carriera

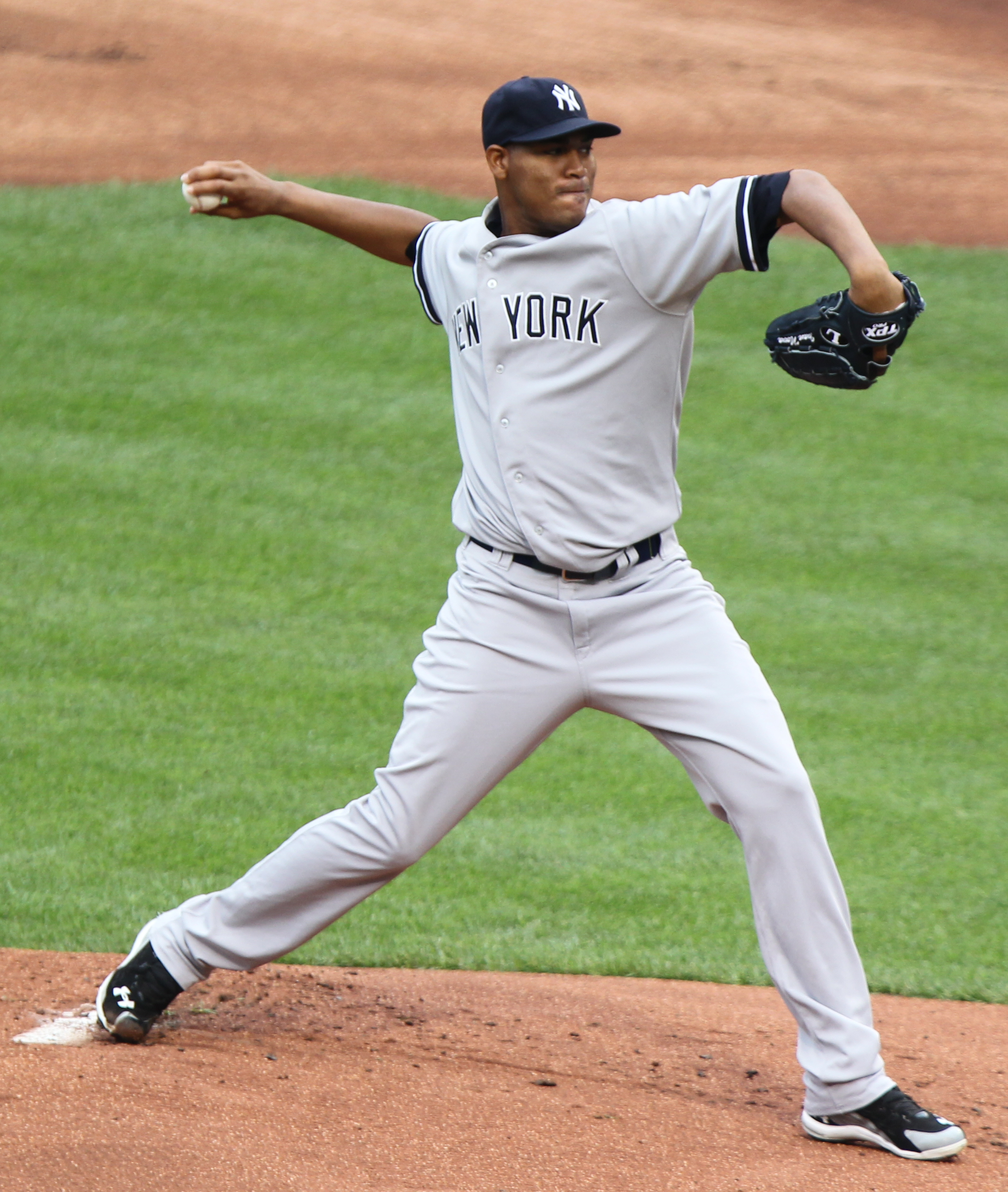
Ivan Nova con i New York Yankees nel 2011

Nova ha firmato il primo contratto professionistico con i New York Yankees nel 2004. Ha iniziato a giocare nel 2006 nella classe Rookie, per poi essere utilizzato l'anno seguente nella classe A e l'anno dopo nella classe A-avanzata.
Nel dicembre 2008, Nova è passato ai San Diego Padres che lo hanno selezionato nel Rule 5 draft. Tuttavia prima dell'inizio della nuova stagione (marzo 2009), è tornato agli Yankees; dove ha giocato nella Doppia-A e nella Tripla-A.
Dopo varie stagioni in Minor League Baseball (MiLB) nell'organizzazione degli Yankees, Nova è stato chiamato nella Major League Baseball, dove ha debuttato il 13 maggio 2010 al Comerica Park di Detroit, contro i Detroit Tigers. Nella sua prima stagione in 10 presenze ha ottenuto 1 vittoria, una media PGL (ERA) di 4.50 e 26 strikeout. Nello stesso anno ha disputato 23 partite nella Tripla-A della MiLB.
Nel 2011 ha chiuso con un record di 16-4 con 98 strikout e una ERA di 3.70.
Nel 2012 ha vinto 12 partite con 153 strikeout e una ERA di 5.02.
Il 1 agosto 2016, gli Yankees scambiarono Nova con i Pittsburgh Pirates per due giocatori da nominare in seguito. Il 30 agosto, i giocatori Stephen Tarpley e Tito Polo sono stati inviati alla squadra di NY completando lo scambio.
L'11 dicembre 2018, i Pirates scambiarono Nova con i Chicago White Sox per Yordi Rosario e 500.000 dollari.
Il 13 gennaio 2020, Nova firmò un contratto annuale dal valore di 1.5 milioni di dollari con i Detroit Tigers. Divenne free agent al termine della stagione.
Il 26 gennaio 2021, Nova firmò un contratto di minor league con i Philadelphia Phillies. Il 25 marzo 2021, Nova chiese e ottenne di essere svincolato dai Phillies.
Il 12 aprile 2021, Nova firmò un contratto di minor league con i Colorado Rockies, che però lo svincolarono il 29 aprile successivo.

## Palmarès
- Lanciatore del mese: 2

AL: agosto 2013
NL: aprile 2017
- Lanciatore della settimana della Florida State League "FSL": 1

26 maggio 2008